# Tugdual de Saint-Dolay
Pour les articles homonymes, voir Tugdual.
Tugdual de Saint-Dolay, de son nom civil Jean-Pierre Danyel, est né le 22 juin 1917 à Flers dans l'Orne et décédé le 11 août 1968 à Nantes en Loire-Atlantique. Il est considéré comme le fondateur de l'Église orthodoxe celtique.
Il est considéré comme un saint par l'Église orthodoxe celtique.

## Biographie
Jean-Pierre Danyel est un enfant de l’Assistance publique qui étudia les théologies catholique, orthodoxe et protestante. Il fut converti au christianisme lors de sa captivité en Allemagne par un pasteur protestant. Très malade et affaibli lors de son séjour en stalag, il fallut deux années de convalescence à son retour en France. Il fit plusieurs retraites dans des monastères catholiques en quête d’une vocation monastique. Il s’intéresse ensuite à la spiritualité orthodoxe. Il reçoit la consécration monastique dans l’Église orthodoxe de France. Il ne reste pas dans cette Église et s’installant à Nantes en 1949, il s’attache la paroisse de  Marie Marc Fatôme (pl) de l’Église mariavite. Cette communauté à cette époque vit dans un grand dénuement. Malheureusement, à la mort de Marie Marc Fatôme en 1951, la famille Fatôme, vend l'église et la maison ; le père Danyel se retrouve à la rue (l'église fut démolie par la suite). Il fonde alors la paroisse du Bon Pasteur.
En 1954, le père Danyel entre dans la juridiction de Thomas Marie Lutgen du patriarcat de Glastonbury qui le réordonne sub conditione. En 1955, il vint s’installer dans un bocage breton, au lieu-dit le Bois-Juhel en Saint-Dolay (Morbihan, Bretagne), sur un terrain offert par une dame de Nantes qui aurait été guérie de cécité par les prières du père Danyel.
Les premiers temps, il vécut très pauvrement dans une hutte de branchages. Les habitants alentour lui apportaient de quoi se nourrir. Puis, il bâtit une petite chapelle en bois. Il dédia son ermitage à la Sainte Présence. Avec le temps, un ermitage en dur vit le jour, mais il ne put jamais achever la petite chapelle y attenant. Moine et prêtre dans la tradition des Pères, il voulut restaurer la spiritualité et la tradition du monachisme celtique en fondant l’ordre de Saint-Colomban, qu’il voulait être la refondation d’une communauté suivant la règle de saint Colomban abandonnée depuis plus de mille ans au profit de la règle de saint Benoît.
En 1956, il se sépare de l’évêque Lutgen et fonde la « Sainte Église celtique de Bretagne » avec la bénédiction des évêques du « Siège ecclésial œcuménique ». Il fut consacré évêque par  Irénée Poncelain d’Eschevannes de l’Église gallicane, le 5 mai 1957, sous le nom de Tugdual, du nom d’un des sept saints protecteurs de Bretagne. Ses co-consécrateurs étant Julien Erni du « Siège ecclésial œcuménique » et Eugène de Batchinsky de « l’Église orthodoxe ukrainienne conciliaire autocéphale en exil ».
Il était poète, iconographe, prédicateur de talent, connaissait la théologie des trois grandes confessions chrétiennes. On lui attribuait également un charisme de thaumaturge qui attirait un public venant parfois de loin dans l’espoir d’obtenir une guérison. De santé fragile, il n’en mena pas moins une vie ascétique dans la pauvreté, le jeûne et la prière, malgré l’humidité récurrente du lieu. Il savait que sa vie serait brève et il s'en confiait souvent à ses amis. Il chantait chaque jour le psautier dans son intégralité. Sa mission connu un certain succès, mais aussi bien des adversités, notamment à cause de son clergé.
Tugdual meurt le 11 août 1968, à l’âge de 51 ans, miné par la maladie. Il voulut mourir seul, considérant qu’il n’avait pas de disciples immédiat. Il fut mis en terre dans le cimetière Saint-Jacques à Nantes.